# Custom Built
Custom Built es el cuarto álbum de estudio del músico estadounidense Bret Michaels, publicado el 6 de julio de 2010. Es el disco más exitoso de Michaels, encabezando las listas de éxitos Top Hard Rock Albums y Top Independent Albums de Billboard.

## Lista de canciones
1. "Riding Against the Wind" (Bret Michaels: Life As I Know It Theme)
2. "Lie to Me"
3. "Nothing to Lose" (con Miley Cyrus) - 3:55
4. "Wasted Time"
5. "What I Got" (Bud Gaugh, Bradley Nowell, Half Pint, Eric Wilson)
6. "Every Rose Has Its Thorn" (versión country)
7. "Go That Far (Club Mix)"
8. "Driven" (Rock Mix)"
9. "Open Road" (del disco Freedom of Sound)
10. "Rock' n My Country" (del disco Freedom of Sound)
11. "Nothing to Lose"
12. "I'd Die for You" (del disco A Letter from Death Row)
13. "Lie to Me" (Explicit) - Bonus track
14. "What I Got" (Explicit) - Bonus track

## Listas de éxitos
| Lista (2010)                     | Posición máxima |
| -------------------------------- | --------------- |
| Billboard Top Hard Rock Albums   | 1               |
| Billboard 200                    | 14              |
| Billboard Top Rock Albums        | 4               |
| Billboard Top Independent Albums | 1               |
| Canadian Albums Chart            | 44              |